# Eisernes Kreuz (Merseburg)

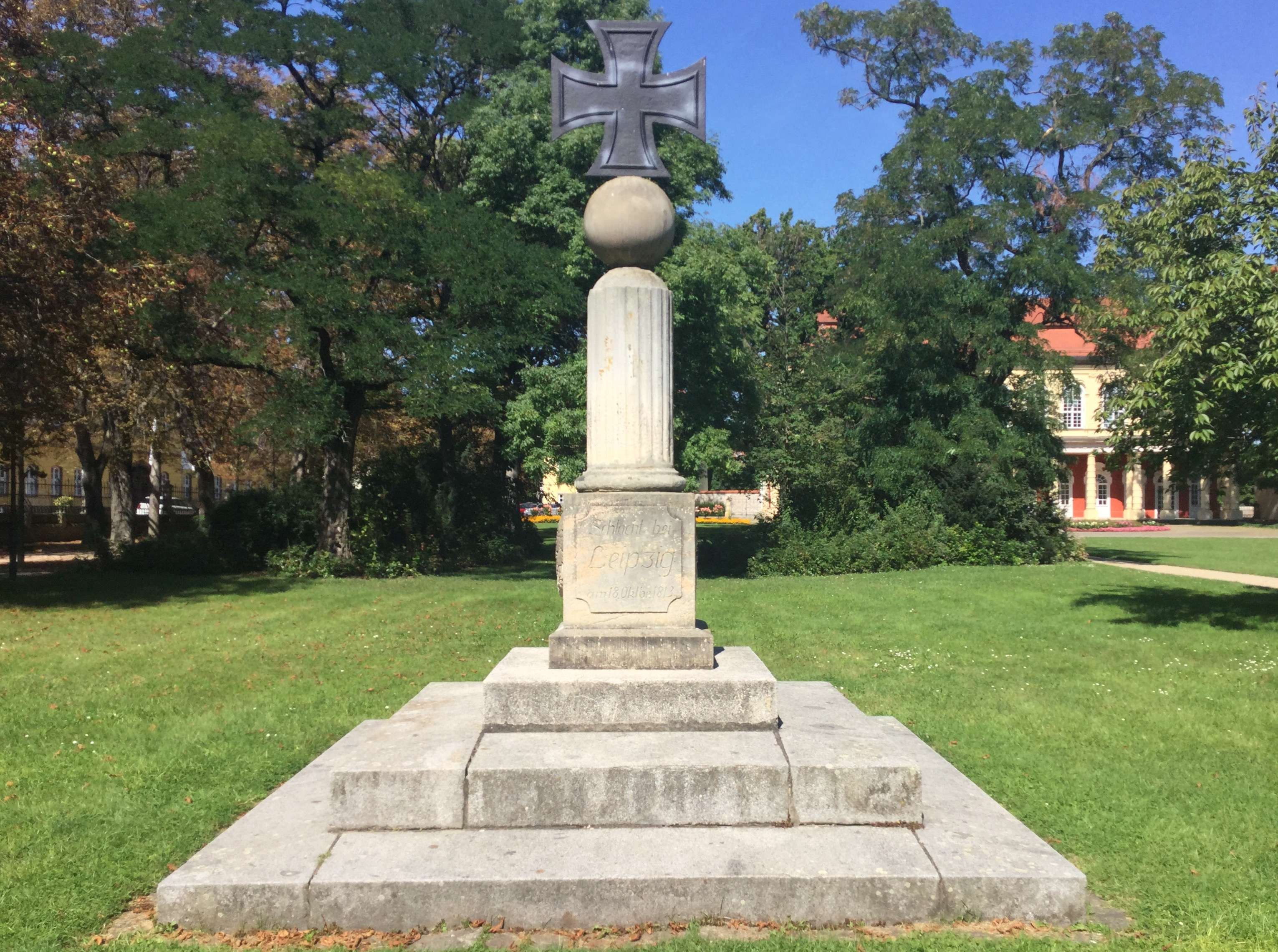
Eisernes Kreuz in Merseburg

Das Eiserne Kreuz ist ein Denkmal für die Völkerschlacht des Jahres 1813 in der Stadt Merseburg in Sachsen-Anhalt.

## Lage
Es steht im denkmalgeschützten Schlossgarten, nördlich von Schloss Merseburg, östlich des Ständehauses. Das Denkmal steht exakt auf dem 12. Grad östlicher Länge.

## Gestaltung und Geschichte
Das schlicht gestaltete Denkmal wurde im Jahr 1816 geschaffen. Ursprünglich befand es sich auf einer Anhöhe nordwestlich vor Merseburg am Kleinen Tierholz an der alten Lauchstädter Chaussee. Von dort waren im April 1813 französische Truppen auf Merseburg vorgerückt. Am 29. April kam es zwischen diesen Truppen und in Merseburg stationierten preußischen und russischen Einheiten zu Kämpfen. Letztlich mussten sich die Verteidiger zurückziehen, nach dem es auch auf Grund von Verrat der französischen Seite gelang nach Merseburg einzudringen. Auf preußischer und russischer Seite wurden 64 Tote und 111 Verletzte beklagt.
Die Einweihung des Denkmals erfolgte zum zweijährigen Jubiläum der Schlacht am 18. Oktober 1815. Die wohl später, zunächst um eine Sonne herum erfolgte Inschrift am Denkmal Errichtet im Jahre 1816, ist insoweit unrichtig. Nach Osten wies die Inschrift Schlacht bei Leipzig am 18. Oktober 1813, nach Westen Für die den 18. Oktober gefallenen Krieger. Zur Einweihung waren der Merseburger Stadtrat, Vertreter der Bürgerschaft, die Privilegierte Bürger-Scheiben-Schützengilde, Schüler, sowie eine Abordnung von Bewohnern umliegender Dörfer erschienen. Die Festrede hielt der Konrektor des Domgymnasiums, Magister Detlev Carl Wilhelm Baumgarten-Crusius.
Das Denkmal wurde 1848 restauriert. Aus diesem Anlass wurde auf der Südseite des Sockels die von einem Kranz aus Eichenlaub umrahmte Inschrift Erneuert im Jahre 1848 angebracht. Sie ist heute nicht mehr vorhanden. Nach 1872 wurde der 18. Oktober zugunsten des neu eingeführten Sedantages immer seltener begangen. Das Denkmal geriet in Vergessenheit und war dann von Gestrüpp überwuchert. Anfang 1931 wurde es dann wieder restauriert und unterhalb des Sockels eine Verkleidung aus Kalkstein angebracht. Das Umfeld wurde als Ehrenhain gestaltet und mit einer Hecke umgeben. Bereits in der Mitte der 1930er Jahre war das Denkmal durch die Neuanlage des Flugplatzes Mitte und der Chaussee nach Bad Lauchstädt wiederum ins Abseits geraten. Nach Ende des Zweiten Weltkriegs wurde der Flugplatz von der sowjetischen Armee genutzt, auf deren Gelände sich das Denkmal sodann befand.
Ab 1953 bemühten sich Merseburger Bürger um eine Versetzung des Denkmals, die dann am 21. Oktober 1956 mit der Umsetzung in den Schlossgarten erfolgte. Die Aufstellung erfolgte auf dem ehemaligen Standort des 1897 errichteten Kaiser-Wilhelm-Denkmals, das zuvor abgerissen worden war. Die Übergabe an die Stadt Merseburg erfolgte durch den sowjetischen Garnisonskommandanten. Das Denkmal genoss als Zeichen deutsch-russischer Waffenbrüderschaft auch in der Zeit der DDR Wertschätzung. Im Rahmen einer Neugestaltung des Schlossgartens im Jahr 1968, wurde das Denkmal nochmal um einige Meter versetzt, da ein neuer Weg vom Haupteingang zum Saalehang entstand.
Das Denkmal besteht aus einem beschrifteten Sockel mit aufstehender Säule. Die Säule ist mit einer Kugel und diese mit einem Eisernen Kreuz bekrönt. Der Sockel steht auf einem getreppten Podest.
Auf der Südseite des Sockels befindet sich die Inschrift:
Schlacht bei

Leipzig

am 18. Oktbr. 1813

Die Westseite ist mit einem Gedenkkranz verziert. Auf der nördlichen Seite heißt es:
Errichtet im

Jahre 1816

für

die gefallenen

Krieger

Die Südseite ziert einen Ährenkranz.